# Уей Тайу
Уей Тайу (на китайски: 魏太武; на пинин: Wèi Tàiwǔ) е император на Северна Уей, управлявал от 423 до 452 година.

## Биография
Уей Тайу е роден като Туоба Тао през 408 година като първи син на Туоба Съ от сиенбейския род Туоба, който през селдващата година става втори император на Северна Уей под името Уей Минюен. През 422 година Минюен се разболява и обявява Туоба Тао за престолонаследник, поверявайки му част от отговорностите по управлението. През следващата година той умира и Тао става император под името Уей Тайу.
Новият император продължава постоянните войни с Жоужан, но през 425 година сключва мир с Лю Сун. Той е последовател на даоизма и официално подкрепя разпространението му сред своите поданици. През 426 година той предприема голямо настъпление срещу Ся, ограбва околностите на столицата Тунуан и установява контрол над южните области с Чанан. През следващата година той превзема Тунуан, но през 428 година губи Чанан.
През 429 година Тайу оглавява голям поход във вътрешността на Жоужан и, макар че не успява да постигне решаваща победа, заселва голям брой тиелъ в днешен северен Шанси. През пролетта на 430 година Лю Сун напада Северна Уей, но Тайу оттегля войските си на север от Хуанхъ и подновява войната срещу Ся, като през 431 година превзема столицата Пинлян и унищожава тази държава. Междувременно войските на Северна Уей успяват да си върнат и загубените територии южно от Хуанхъ. Той успява да постигне и мир с Жоужан.
От лятото на 432 година Тайу започва ежегодни походи срещу Северна Йен, като се оттегля с настъпването на зимата, преселвайки в земите си много местни жители. През 436 година той завладява Северна Йен, като последният ѝ владетел бяга в Когурьо. През същата година е възобновена войната с Жоужан. През 439 година Тайу разгромява Северна Лян и завзема владенията им в Гансу, а управляващата династия се оттегля на запад в Гаочан. По този начин той обединява Северен Китай, слагайки край на периода на Шестнайсетте царства.
През 442 година Тайу официално приема даоизма и го обявява за държавна религия. През следващата година той възлага на престолонаследника Туоба Хуан значителни отговорности в управлението на империята. През 444 – 445 година Тайу воюва успешно срещу Туюхун, но без да разшири трайно територията си, а през 445 година завладява Шаншан в Таримския басейн. По същото време в Шанси избухва голямо въстание, оглавено от хуна Гай У. То е потушено, но императорът обвинява будистите в симпатии към бунтовниците, забранява будизма в империята и организира преследвания срещу будистите, унищожавайки всички техни храмове. Будистите смятат тази кампания за първото от Трите бедствия на У.
През 446 година Тайу воюва срещу Лю Сун в Шандун, а през 450 година – в Хънан. През 450 година по неясни причини той екзекутира своя дългогодишен най-близък съветник Цуей Хао и избива целият му род. Малко по-късно Лю Сун започват ново настъпление, опитвайки се да завземат северноуейските области южно от Хуанхъ, но не постигат успех. В отговор Уей Тайу контраатакува, опустошава басейна на река Хуай и достига Яндзъ близо до столицата на Лю Сун Дзиенкан, но през пролетта на 451 година се оттегля на север.
През 451 година няколко приближени на престолонаследника Туоба Хуан са обвинени от придворния Дзун Ай в различни престъпления и екзекутирани, а през лятото самият престолонаследник умира. Дзун Ай се опасява от репресии и на 11 март 452 година убива император Уей Тайу. С негово съдействие тронът е наследен от сина му Туоба Ю, но малко по-късно император става синът на Туоба Хуан Туоба Дзюн, който приема името Уей Уънчън.